# Nadia Cutro
Nadia Cutro (Concordia, Entre Ríos; 14 de febrero de 1986) es una piloto de rally argentina, participante del Campeonato Argentino de Rally junto a Luciano Bombaci quien es su copiloto. Cutro es licenciada en Accidentología y Previsión Vial por el Instituto Universitario de la Policía Federal Argentina (IUPFA). Su participación en esta rama del automovilismo ha sido calificada como «destacada» por Evan Rothman, periodista y editor de la revista electrónica Handbrakes & Hairpins en un ambiente considerado machista. Lo que le ha ganado a ella y a su hermana el respeto de sus compañeros y contrincantes.
Fue campeona del Rally Argentino 2017 en la categoría Junior, siendo la primera mujer en lograr un título de rally nacional. Previamente había sido campeona de Rally Entrerriano en las clases A7 y N3.

## Trayectoria
Cutro es hija de Oscar Cutro, piloto de rallies retirado que fue campeón quíntuple del Rally Entrerriano y quien es considerado como la influencia más grande en la carrera deportiva de su hija.
Cutro inició su participación en rallies como navegante de su padre en el año 2003 y posteriormente fue navegante también de otros pilotos antes de comenzar a correr ella misma como piloto junto a su hermana Florencia como navegante en el 2005, una vez que Florencia alcanzó la mayoría de edad.
Aunque desde el principio de su carrera deportiva contó con el apoyo de su familia, Cutro tuvo que imponerse a los prejuicios de índole machista imperantes en su ambiente deportivo; sin embargo, su desempeño le ha ganado el respeto de sus compañeros y contrincantes, a pesar de los roces existentes entre competidores, los cuales ella considera como normales por la presión propia de la competencia.
En una entrevista con la periodista Mariela Delay en marzo de 2012, Cutro dijo que:
La experiencia de manejar con su hermana como navegante fue descrita por Cutro como "increíble", porque se conocen muy bien y disfrutan correr juntas. Admite que durante las competencias suelen haber discusiones dentro del auto pero que las mismos se quedan en el plano profesional y terminan al bajarse del vehículo. Cutro no se ve con otro navegante que no sea su hermana.

### Rally Entrerriano
En su primera experiencia como piloto, Cutro participó en cuatro pruebas del Rally Entrerriano en la temporada 2005. Sus resultados la animaron a ella y a su hermana a continuar participando en los rallies. Inició su carrera deportiva en la región de Entre Ríos compitiendo en el Rally de Urdinarrain 2005 con un Volkswagen Gol no preparado especialmente para rallies por decisión de su padre, con el fin de que aprendiera a correr paulatinamente.
En 2007 Cutro participó en el Rally Entrerriano con un automóvil ya preparado para competencias con el que obtuvo la primera victoria de su carrera deportiva al ganar el Rally de Urdinarrain y con el que alcanzó el subcampeonato de su categoría (N2) y el cuarto lugar general. Un año más tarde, en 2008, participó en la categoría N3 del mismo campeonato, donde obtuvo el primer lugar al finalizar la temporada, además de obtener el segundo lugar general, atrás de su padre, quien alcanzó el título de campeón.
A finales de esa temporada, Oscar Cutro se retiró de la competición deportiva y le dejó a su hija su automóvil de competencia para que corriera en él la temporada siguiente. En la temporada 2009, Cutro se proclamó ganadora de su categoría, la N7.

### Rally Argentino
En 2010, Cutro dejó el campeonato entrerriano para participar en el Rally Argentino como parte del Tango Rally Team dentro de la categoría N4L. Su carrera debut fue el Rally de Traslasierra en Mina Clavero, el cual terminó en el sexto lugar de su categoría. Participó en diez pruebas a lo largo de la temporada, en las tres primeras corrió a bordo de un Mitsubishi Lancer Evo VIII y el resto a bordo de la versión IX del mismo automóvil. Cutro finalizó la temporada obteniendo el 9.o lugar general del campeonato. Logró puntuar en nueve de las diez pruebas, terminando cada una de ellas entre los seis mejores pilotos de su categoría. La mejor posición que alcanzó en la temporada fue el cuarto lugar obtenido en el Rally de San Luis.
En marzo de ese año, Cutro participó en el Rally de Argentina dentro del IRC, donde concluyó en la posición 19 de la tabla general y el primero de su categoría.
Su actuación en la temporada fue observado detenidamente por la Comisión de Mujeres y Deporte Motor de la FIA y fue felicitada directamente por la presidenta de la Comisión, la expiloto de rallies Michèle Mouton, y por la Coordinadora por Italia de la misma, Fabrizia Pons, por los resultados obtenidos. Este seguimiento por parte de la Comisión significó para Cutro ser nominada para integrar la plantilla del Pirelli Star Driver.
Durante 2011 continuó su relación con el Tango Rally Team, la cual terminó a finales de ese mismo año, cuando se integró al equipo oficial Scuderia Fiat para correr en la categoría máxima del Rally Argentino, el Maxi Rally, a bordo de un Fiat Punto MR. Su debut en la categoría fue en la penúltima fecha de a temporada, el Rally de General Madariaga.
La temporada 2012 fue considerada como de altibajos para Cutro, quien corrió con la Scudería Fiat sin presiones por obtener triunfos, ya que el equipo acordó con ella que la temporada fuera de práctica y para sumar kilómetros de experiencia a bordo del automóvil Maxi Rally, cuyas características técnicas y mecánicas y su funcionamiento eran completamente nuevos para ella.
En la misma temporada, Cutro vivió un momento dramático al sufrir una volcadura durante el Rally de San Luis, en el mes de julio. Ella fue diagnosticada con un traumatismo craneal leve mientras su hermana tuvo un traumatismo en un hombro. Ambas fueron dadas de alta rápidamente pero el vehículo Fiat Palio Maxi Rally que conducían quedó inservible.
Sa participación en el siguiente evento, el Rally de Goya, tuvo que ser en el mismo automóvil Fiat Punto que había usado en las pruebas anteriores, ya que su equipo no pudo preparar un nuevo Fiat Palio para ella debido al corto tiempo entre las dos pruebas. Sin embargo, después de ausentarse en la siguiente prueba, el Rally de Río Negro, Cutro condujo nuevamente un Palio MR en Concepción del Uruguay, el de su compañero de equipo Gabriel Pozzo, quien en la prueba anterior se había acidentado y fue sustituido por Cutro para la prueba, aunque Cutro no pudo completarla debido a una falla mecánica.
Cutro cerró la temporada ausente en la última fecha del campeonato, ya que no pudo acudir a la cita por falta de recursos para cumplir con ella.
Para la temporada 2013, la Scudería Fiat no contará con el apoyo oficial de la fábrica como ya se había anunciado en el último trimestre de la temporada anterior, lo que originó la salida de Cutro del equipo. Cutro luego participó en el campeonato dentro de la clase 9 en la nueva categoría "Junior", gracias a la beca que le fue otorgada junto a otros cinco pilotos por parte de la asociación civil que organiza el campeonato. El debut en la categoría de todos los becados está previsto para la tercera fecha del campeonato.
En 2017 obtuvo el título del Rally Argentino en la categoría Junior (CJ) a bordo de un Toyota Etios Junior en el equipo CEO Rally Team con Luciano Bombaci como navegante.